# 陝州区
陝州区（せんしゅう-く）は中華人民共和国河南省三門峡市に位置する市轄区。2015年までは陝県であったが、同年2月16日に区制施行した。
区内には陝塬と呼ばれる卓状の台地があり（塬とは黄土高原の特徴的な地形で、周囲を風雨で浸食された平坦な台地を指す）、陝塬の西にあることから陝西省という地名が生まれた。陝塬には地坑院という、黄土を掘って作った家屋が多数現存している。

## 行政区画
- 街道:甘棠街道
- 鎮:大営鎮、原店鎮、西張村鎮、観音堂鎮
- 郷:張汴郷、菜園郷、張茅郷、王家後郷、硤石郷、西李村郷、宮前郷、店子郷